# When
"When" is popnummer, voor het eerst uitgebracht door het duo The Kalin Twins in 1958.
Het nummer werd geschreven door de Amerikaanse zanger Paul Evans en Jack Reardon. Clint Ballard, de manager van het zangduo Hal en Herbie Kalin, vond het nummer tussen een aantal tapes met demo's. De Kalin Twins namen in een opnamesessie twee nummers op, "Three O'Clock Thrill" en "When". Platenlabel Decca bracht "Three O'Clock Thrill" als single uit, met "When" als B-kant. Radiozenders gaven duidelijk de voorkeur aan de B-kant, waarna Decca de single opnieuw uitbracht, nu met "When" op de A-kant.
Dit werd een grote hit. Het bereikte de eerste plek in de UK Singles Chart en de top 5 in Canada, Nederland en de Verenigde Staten.
Het nummer is meermalen gecoverd. In 1977 scoorde de Britse band Showaddywaddy een nummer 3 hit er mee in het Verenigd Koninkrijk. De James Brothers en Kincade hadden succes in de Duitse hitlijsten met hun versie.

## NPO Radio 2 Top 2000
| Nummer met noteringen in de NPO Radio 2 Top 2000 | '99  | '00  |
| ------------------------------------------------ | ---- | ---- |
| When                                             | 1825 | 1808 |

1. ↑  Een vetgedrukt getal geeft de hoogste notering aan.
2. ↑  Deze tabel is bijgewerkt tot en met de laatste editie (2024).